# Internacional Progressista
La Internacional Progressista és una organització internacional que vol bastir una alternativa política, cultural i social a nivell mundial. El projecte va néixer de la plataforma de suport al candidat Bernie Sanders als Estats Units d'Amèrica i del moviment per la Democràcia a Europa, el cap més visible del qual és el polític grec Ianis Varufakis. Entre els impulsors destaquen la primera ministra d'Islàndia, Katrín Jakobsdóttir, Noam Chomsky, Naomi Klein, Carola Rackete, Arundhati Roy i Rafael Correa, entre d'altres.
| « | Entenem l'internacionalisme com l'esforç de construir xarxes de solidaritat efectives i organitzades a tot el món per mitjà del desmantellament de totes les estructures de dominació, curant i construint relacions socials i ecològiques. | » |